# Rendez-vous à Paris avec Maurice Chevalier N°1
Albums de Maurice Chevalier
Maurice Chevalier chante ses derniers succès
(1952) Rendez-vous à Paris avec Maurice Chevalier N°2
(1954)
Rendez-vous à Paris avec Maurice Chevalier N°1 est le second 33 tours de Maurice Chevalier et le premier d'une série de trois albums publiés par Decca. Deux petits cœurs est une chanson allemande écrite par Margot Hielscher, et composée par Friedrich Meyer, Das arme kleine Herz, adaptée en français par Maurice Chevalier. Il a également co-écrit les paroles de Les pas perdus.

## Liste des chansons
| No | Titre                           | Paroles                               | Musique         | Durée |
| -- | ------------------------------- | ------------------------------------- | --------------- | ----- |
| 1. | Demain j'ai vingt ans           | Jean Boyer                            | Fred Freed      | 1:50  |
| 2. | Deux petits cœurs               | Maurice Chevalier                     | Friedrich Meyer | 2:13  |
| 3. | Marie de la Madeleine           | Raymond Vincy                         | Francis Lopez   | 2:41  |
| 4. | Monsieur Hibou                  | Jean Nohain                           | Mireille        | 3:25  |
| 5. | Madam' Madame                   | André Hornez                          | Henri Betti     | 2:16  |
| 6. | Dans la vie faut pas s'en faire | Albert Willemetz                      | Henri Christiné | 2:48  |
| 7. | Les pas perdus                  | Maurice Chevalier et Robert Lamoureux | Henri Bourtayre | 2:48  |
| 8. | L'orientale                     | André Hornez                          | Henri Betti     | 3:16  |
| 9. | À Las Vegas                     | Albert Willemetz                      | Louiguy         | 4:20  |